# Teralfene
Teralfene  (plaatselijke uitspraak: Tralfen'n) is een deelgemeente van de fusiegemeente Affligem, waartoe ook de dorpen Essene en Hekelgem behoren. Teralfene is gelegen in de provincie Vlaams-Brabant, heeft een oppervlakte van 244 ha, maakt deel uit van het arrondissement Halle-Vilvoorde en het kanton Asse. Het grenst ten zuiden aan de Bellebeek en ten zuidwesten aan de Dender. In het oosten loopt de Okaaibeek naar het zuiden af op de grens met Essene om in de Bellebeek uit te monden. Teralfene was een zelfstandige gemeente tot aan de gemeentelijke herindeling van 1 januari 1977.

## Toponymie
Het dorp ontleent naar alle waarschijnlijkheid zijn naam aan de Alfene (nu Bellebeek genoemd), die ter plaatse uitmondt in de Dender. De oudste bekende benaming is Luxta Alfnam (+ 1142), wat "aan de (rivier) Alfna" betekent.
Tot omstreeks 1900 overheerste de schrijfwijze Teralphene.

## Geschiedenis
Teralfene behoorde tijdens het Karolingische Tijdperk tot de Brabantgouw.
In tegenstelling tot de twee andere deelgemeenten van het huidige Affligem maakte Teralfene vanaf omstreeks 1056 deel uit van een Duits rijksleen (Rijks-Vlaanderen) dat aan de graven van Vlaanderen in leen werd gegeven. Rijks-Vlaanderen bestond hoofdzakelijk uit het Land van Aalst dat zelf nog tot 1164 een eigen burggraaf had en daarna tot het eind van het ancien régime (1795) een grote kasselrij bleef binnen het graafschap Vlaanderen.
Teralfene vormde tot circa 1670 samen met Erembodegem, Welle en Iddergem een bestuurlijke eenheid binnen dit Land van Aalst onder de benaming "meierij van Erembodegem". Nadien splitsten Welle en Iddergem zich af en vormden Teralfene en Erembodegem nog tot het eind van het ancien régime één heerlijkheid.
In de Franse tijd in België (1795) werd Teralfene bij het Dijledepartement gevoegd, dat in 1815 omgevormd werd tot de Nederlandse provincie Zuid-Brabant. Tot 31 januari 1976 bleef Teralfene een zelfstandige gemeente, vanaf 1 januari 1977 werd Teralfene samengevoegd met Hekelgem en Essene, het huidige Affligem.
De historische spotnaam van de Teralfenaars is: de zotten. Niet in de betekenis van zwakzinnig of gek, maar wel plezant, grappig of speels.

### Hof Terelst
De straatnaam Hof Terelst in het noorden van Teralfene verwijst naar de kleine afzonderlijke heerlijkheid Ter Elst die tot het einde van het ancien régime geënclaveerd lag binnen het grondgebied van Teralfene. In de middeleeuwen stond daar een omwaterd burchtje van waaruit ridders, als leenmannen van de graaf van Vlaanderen, er de toenmalige grens met Brabant bewaakten. In de 17de en 18de eeuw waren de heren en dames van Ter Elst edellieden in en rond het Gentse. Jerôme de Kerchove was de laatste heer van Ter Elst. Zijn achterkleindochter Alice Marie de Kerchove zal in 1860 huwen met Albert d'Udecem d'Acoz. Zij waren betovergrootouders van koningin Mathilde.

### Familie t'Serjacobs
Alhoewel Teralfene dus in het graafschap Vlaanderen lag schopte de zoon van een uit Teralfene afkomstige edelman het omstreeks 1420 tot kanselier (soort eerste minister) van het naburige Hertogdom Brabant. Jan t'Serjacobs "van der Alphen" († 1429) was een telg uit een patriciërsfamilie die naar Brussel was uitgeweken. Zijn vader Hendrik t'Serjacobs had in 1390 al zijn bezittingen, waaronder wellicht de ouderlijk hoeve te Teralfene, aan de abdij van Affligem geschonken. Zoon Jan t'Serjacobs kon daardoor kelderweerder worden in de abdij en daarna abt van 1413 tot 1426. Als kanselier kreeg hij veel macht in de Brabantse politiek en was hij een van de stichters van de Leuvense universiteit.

## Bezienswaardigheden

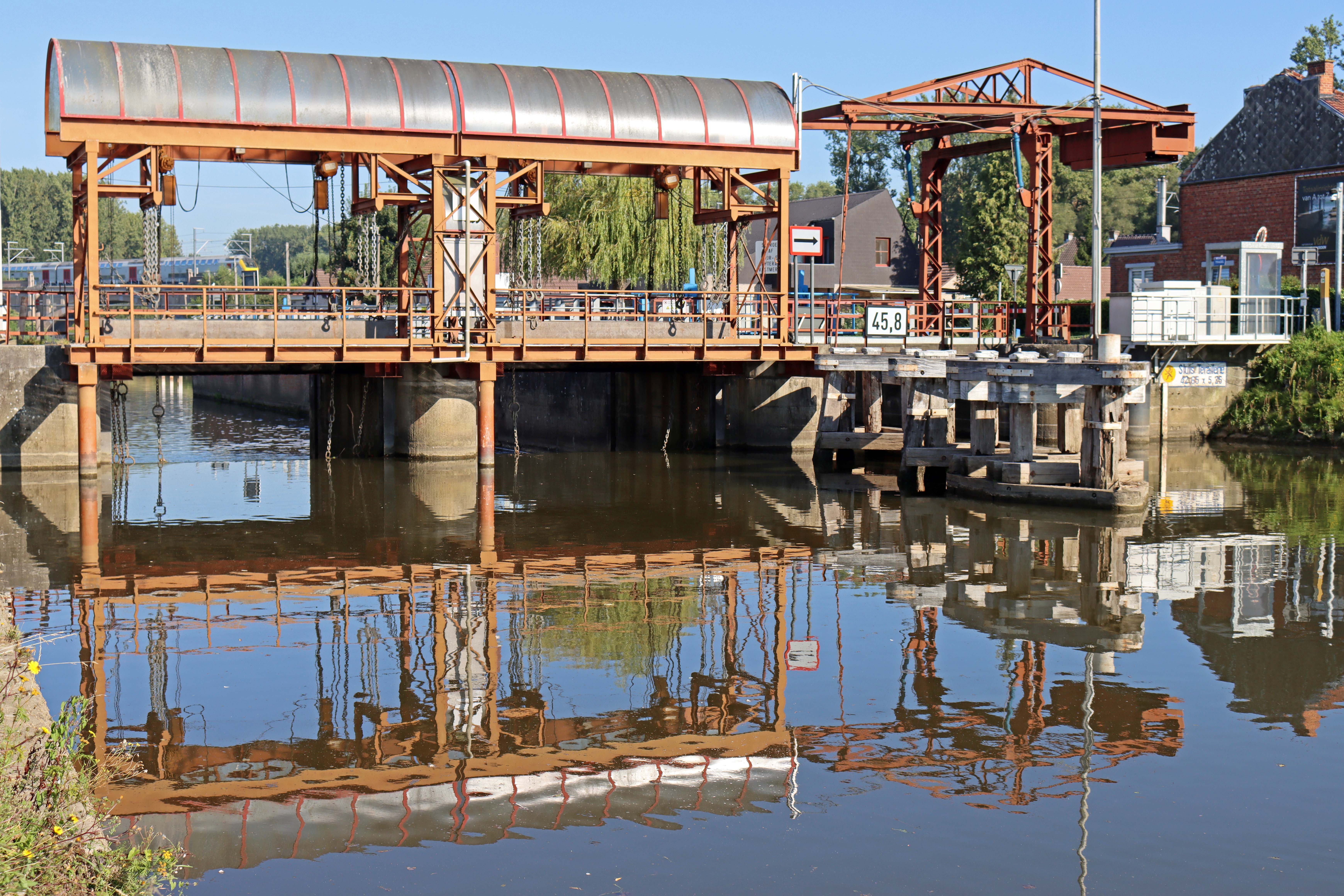
Oude ophaalbrug over de Dender

- De Sint-Jan-Evangelistkerk: 19e-eeuwse kerk met dwarsbeuk uit 1652
- De Grot van Onze Lieve Vrouw met een jaarlijkse ommegang.
- De Alvinnenberg (gelegen aan de Dender), die volgens de plaatselijke overlevering in een ver verleden van strategisch belang zou geweest zijn [1].
- Het Klooster van Teralfene van de zusters Annunciaten
- Het Teralfene Churchyard: op dit kleine Britse militaire kerkhof liggen 2 soldaten begraven die tijdens de meidagen van 1940 sneuvelden. Het Britse leger trok zich toen via Asse terug in de richting van de Dender. De graven behoren toe aan kapitein John E. Upton en aan soldaat Harry Haigh. Het kleine kerkhof bevindt zich op het terrein voor de Sint-Jan Evangelistkerk en wordt daarom aangeduid als Teralfene Churchyard door de Commonwealth War Graves Commission (CWGC). Het kerkhof wordt onder toezicht van de CWGC onderhouden door de gemeente.

## Natuur en landschap
Teralfene ligt aan de Dender op een hoogte van 10-42 meter. Ten zuiden van de kom vloeien de Bellebeek en de Bosbeek tezamen in westelijke richting om in de Dender uit te monden. Ten westen van de kom van Teralfene vindt men het natuurgebied Wellemeersen.

## Demografische ontwikkeling
- Bronnen:NIS, Opm:1831 tot en met 1970=volkstellingen

## Cultuur

### Verenigingen
Een vaste waarde in het Teralfense verenigingsleven zijn de Koninklijke Fanfare Sint-Cecilia die reeds bestaat sinds 1877. De scoutsgroep Ter Alwina werd opgericht in 1972. Teralfene telt ook een bloeiende Davidsfonds afdeling. Verder zijn er ook de verenigingen Zot Van Teralfene en Rock Teralfene actief.

## Mobiliteit
Door dit dorp loopt onder meer de fietsroute Denderende steden. Het treinstation Liedekerke droeg vroeger de naam Liedekerke-Teralfene.

## Politiek

### Lijst van voormalige burgemeesters
- 1797: Joannes Van Nieuwenhove (municipaal agent)
- 1798: Jean Baptiste Vaerman (municipaal agent)
- 1799: Jean Verhaevert (municipaal agent)
- 1800-1803: Mathias Gruber (waarnemend vanuit Asse)
- 1804-1808: Adrien Joseph De Bisschop
- 1809-1811: Jean Baptiste Vaerman
- 1812-1829: Jan Baptiste Van Nieuwenhove
- 1830-1835: Adriaan Frans Asselman
- 1836-1860: Ferdinand Van Den Plas (DRIES)
- 1861-1898: Nicolaas Van Den Plas (DRIES)
- 1899- : Egied Bosteels (DRIES)
- 1900-1911: Josephus Bernardus Van Nieuwenborgh (DAAL)
- 1912-1920: Jean Baptiste Callebaut (DAAL)
- 1921-1938: Frans Alfons Van Vaerenbergh (DAAL)
- 1939-1940: Eugeen Bosteels (DRIES)
- 1941-1944: Alfons De Bisschop (VNV)
- 1944-1946: Eugeen Bosteels (DRIES)
- 1947-1952: Jozef Van Vaerenbergh (LIBERAAL/DAAL)
- 1953-1970: Edmond Geeraerts (DRIES)
- 1971-1976: Frans Van Den Borre (DAAL)

### Politieke partijen
Tot voor de fusie in 1977, overheersten er twee politieke partijen in Teralfene het dorpspolitieke gebeuren: de Dries- en de Daalpartij. De Dries- en de Daalpartij ontstonden rond 1850 ten gevolge van een erfeniskwestie die Teralfene in twee verdeelde, waarbij de ene keer de ene partij de macht veroverde en de andere keer de andere. Beide partijen bekampten elkaar soms ferm.
Na 1977 werden het de traditionele partijen (CVP, SP, VU, PVV) die Affligem zouden besturen en verdween de Dries- en de Daalpartij uit het beeld.

## Economie

### Hopteelt

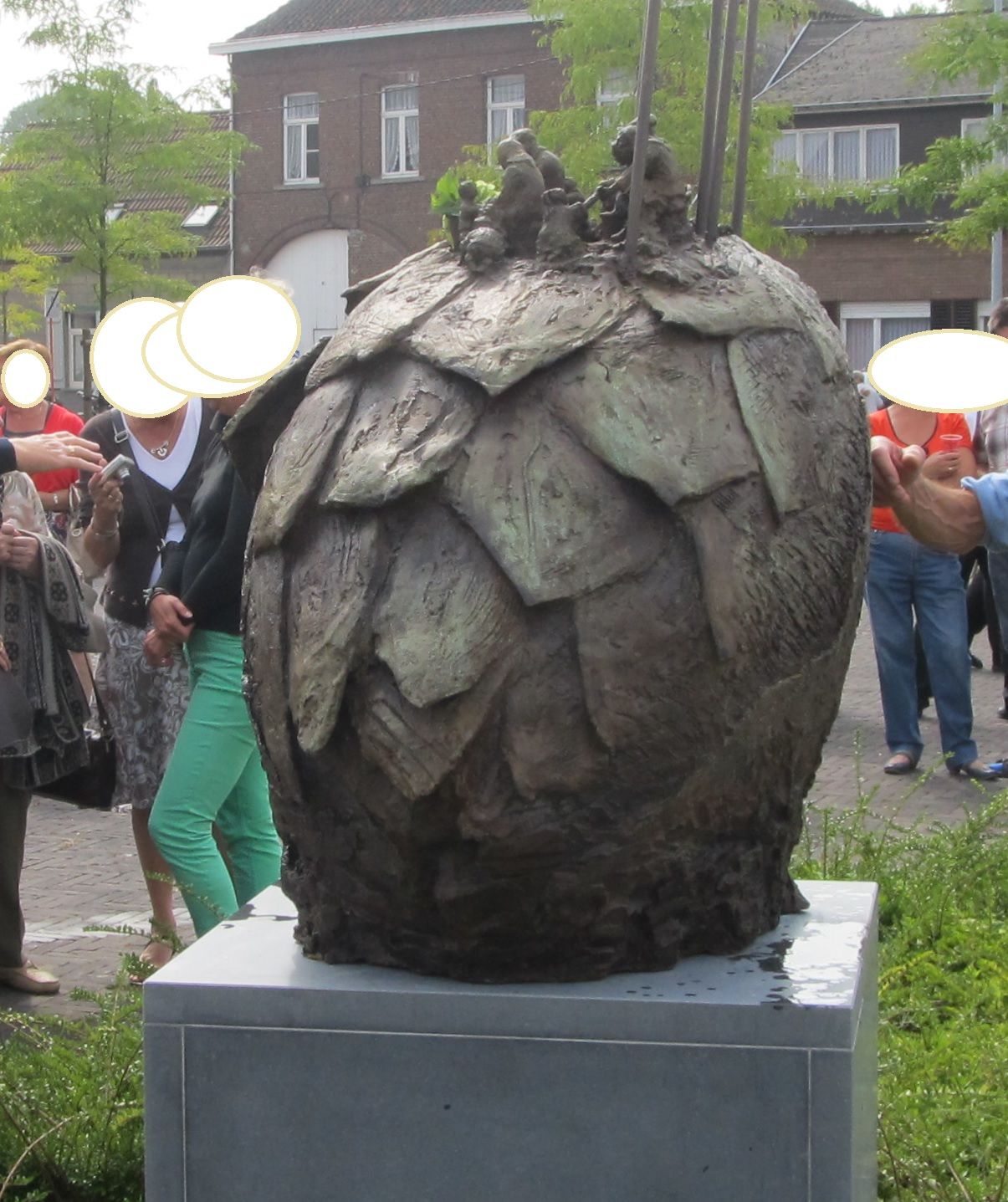
De Hopbel, een kunstwerk van Patrick Van Craenenbroeck, bij de inhuldiging in 2012 op het Driesplein van Teralfene.

Tegenwoordig is Teralfene vrijwel volgebouwd, maar tot aan het begin van de 20ste eeuw was het nog een uitgesproken ruraal en prominent "hopdorp". De hopteelt stond er bijzonder centraal in het dorpsleven. Teralfene en de aangrenzende dorpen vormden immers het hart van de historische hopstreek Aalst-Asse.
De kleine oppervlakte van Teralfene kon niet beletten dat Teralfense hopboeren in de loop van de negentiende eeuw een bijzonder stevige reputatie hadden opgebouwd bij de Aalsterse hopmaatschappij: een specifiek te Teralfene ontwikkelde hopvariëteit (de Coigneau) die een grote opbrengst per ha voortbracht verdrong in diezelfde periode zelfs de meeste andere hopvariëteiten in de hopstreek Aalst-Asse.
In de 20ste eeuw vervingen andere (buitenlandse) hopvariëteiten op hun beurt deze Teralfense hopvariëteit in de streek. Toch is de hopteelt langzaam achteruitgegaan, voornamelijk ten gevolg van de lage prijzen en de buitenlandse concurrentie. Het Nationaal Belgisch Hopinstituut werd vlak na WOII zelfs gevestigd ter hoogte van de huidige afrit Affligem (E40) tussen de dorpskernen van Teralfene en Essene, maar dat heeft het tij niet kunnen keren. De laatste hoplochting te Teralfene verdween in 1982. Op het Driesplein werd 30 jaar later in 2012 een kunstwerk (De Hopbel) ingehuldigd dat herinnert aan het belangrijke hopverleden van het dorp.

## Sport
- In 1956 werd Voetbalclub de Leeuwkens Teralfene gesticht. De club, ontstaan uit de Teralfense fanfare De Brabantsche Leeuw , speelt in het stadion aan de Denderweg.

## Bekende inwoners
- Jan t'Serjacobs (†1429), ook wel Joannes Alphius genoemd, abt van Affligem, kanselier van Brabant, medestichter Universiteit van Leuven
- Frans Callebaut (1856-1930), kunstschilder
- Carla Galle (1948-2022) zwemster, administrateur-generaal van BLOSO
- Willy Teirlinck (1948) wielrenner, politicus
- Jan Callebaut (1955) Marketeer, Human activator
- Raymond Van Paemel (1956) atleet, veldlopen en (middel-)lange afstand
- Emly Starr (1957), Vlaamse zangeres
- Marc Sergeant (1959) wielrenner, ploegleider Omega Pharma-Lotto
- Erwin Vanmol (1967), striptekenaar en cartoonist
- Lindsay De Bolle (1978), Vlaamse schlagerzangeres

## Nabijgelegen kernen
Hekelgem, Essene, Sint-Katherina-Lombeek, Liedekerke, Leeuwbrug